# 新开镇 (岳阳县)
新开镇，位于湖南省岳阳市岳阳县西北部，镇人民政府驻岳阳县新开塘。
新开镇毗邻岳阳市区，交通便利，有市内公交车直达。与京广铁路岳阳货运站、京广高速铁路岳阳客运站、京珠高速公路岳阳出入口、城陵矶外运码头距离均在20公里以内。
境内地形以丘陵为主，矿藏以五氧化二钒等为主。新墙河贯穿全境。

## 沿革
- 1929年，设新开镇，后改新开区明德乡
- 1949年，属岳阳县一区
- 1958年，为麻塘公社新开大队
- 1961年，分设新开公社
- 1967年，撤销新开公社
- 1968年，恢复新开公社
- 1982年，改置新开乡
- 1995年，龙湾乡、五垸乡并入
- 1997年，改置新开镇

## 行政区划
新开镇辖38个自然村，1个居委会。
新开塘社区、马店社区、上文村、兴隆村、朱砂村、新开村、团山村、方元村、马山村、永安村、胜天村、茅栗村、高垅村、画眉村、龙湾村、杨华村、大马村、枫树村、车塘村、双雁村、共和村、船山村、大源村、大塘村、湛港村、常山村、万福村、小源村、杨柳村、古港村、兴安村、九龙村、香严村、李伏村、卫星村、七星村和云天村。